# تشناران يك (صوغان)
تشناران یك (بالفارسية: چناران 1) هي منطقة سكنية تقع في إيران في قسم صوغان الريفي. يقدر عدد سكانها بـ 20 نسمة .